# Трямкин, Никита Андреевич
Никита Андреевич Трямкин (30 августа 1994, Екатеринбург, Россия) — российский хоккеист, защитник. Игрок клуба «Автомобилист», выступающего в КХЛ. Мастер спорта России (2025).

## Карьера
Воспитанник екатеринбургского хоккея. Начал профессиональную карьеру в 2011 году в составе екатеринбургского клуба Молодёжной хоккейной лиги «Авто». В дебютном сезоне провёл 69 игр (с учётом плей-аут), набрав 12 (3+9) очков.
Следующий сезон начал также в молодёжной команде, однако уже в октябре был вызван в «Автомобилист» и сумел закрепиться в нём, пройдя путь от запасного до основного защитника команды. Дебют во взрослом хоккее пришёлся на 11 октября 2012 в домашнем матче со СКА (5:6). Трямкин провёл на льду 6 минут 42 секунды. Уже через несколько матчей его игровое время значительно выросло и в ноябре-декабре он играл в среднем уже по 20 минут за матч.
9 марта 2016 года подписал двухлетний контракт с клубом НХЛ «Ванкувер Кэнакс» на сумму $925 тыс в год. В контракте Трямкина был пункт, дающий ему возможность вернуться в Россию, если клуб захочет отправить его в АХЛ. 16 марта 2016 года в своём дебютном матче в НХЛ против клуба «Колорадо Эвеланш» (1:3) отдал результативный пас. Свой первый гол в НХЛ забил 7 апреля 2016 года в ворота «Калгари Флэймз».
Не стал продлевать контракт с «Ванкувером» и вернулся в «Автомобилист», подписав трёхлетнее соглашение.
9 марта 2025 года продлил контракт с «Автомобилист» до конца сезона 2027/2028.

## Статистика
| Легенда | Легенда                    | Легенда | Легенда                   | Легенда | Легенда    |
| ------- | -------------------------- | ------- | ------------------------- | ------- | ---------- |
| И       | Количество проведённых игр | Штр     | Штрафное время            | +/−     | Плюс-минус |
| Г       | Голы                       | П       | Голевые передачи          | О       | Очки       |
| -       | Статистика неизвестна      | —       | Статистика не учитывалась |         |            |

### Клубная карьера
- a В этом сезоне в «Плей-офф» учитывается статистика игрока в Кубке Надежды.